# Геолокациони софтвер
У рачунарству, геолокациони софтвер се користи за утврђивање геолокације (географског положаја) клијента. 
На интернету, један геолокациони приступ подразумева препознавање ИП адресе, затим проналажење државе (претрага може и да за резултате даје тачан град и поштански број , организацију или корисника коме је додељена одређена ИП адреса.
Други приступи укључују испитивање МАС адресе, метаподатака или информација о кредитним картицама.

## Извори података
Постоји одређени број бесплатних и плаћених претплата на геолокационе базе података, од нивоа државе, покрајине или града, укључујући поштански број. Прецизност враћених информација варира, али углавном је већа кад се посматрање врши на нивоу државе. Уобичајено је да ове базе података садрже податке о ИП адреси. Ти подаци могу да се користе у аутоматским системима код којих геолокација може да буде корисна, као што су системи електронске поште, веб стране, огласни сервери. Алтернатива проналажења поштанског кода државе за одређену ИП адресу је ДНСБЛ претраживање са удаљеног сервера.

Неке комерцијалне базе података су прошириле геолокациони софтвер демографским подацима.
Примарни извор података о ИП адресама су регионални интернет регистри који их алоцирају и дистрибуирају даље организацијама смештеним у њиховом округу:

- Афрички мрежни информациони систем
- Амерички регистар за интернет бројеве
- Азијско-пацифички мрежни информациони центар
- Латиноамерички и карипски регистар интернет адреса
- РИПЕ мрежни центар за координацију

Секундарни извори укључују:
- Анализу података, односно податке о географској локацији које доставља корисник. Рецимо, сајт за временску прогнозу може од посетиоца да тражи да унесу име града како би сазнали локални извештај о времену. Други пример би био упаривање ИП адресе корисника са информацијама о адреси која је наведена на њиховом налогу.
- Подаци који су прикупљени од стране интернет сервис провајдера.
- Спајање база података различитих заступника.

Прецизност се повећава:
- Пречишћавањем података ради брисања или откривања аномалија.
- Статистичком анализом података које је доставио корисник.
- Коришћењем независних тестова које састављају реномиране организације.

## Приватност
У неким случајевима, прецизно лоцирање је у интересу корисника, нпр. са циљем добијања информација које се односе на тренутно место боравка. У другим случајевима, како би заштитили приватност, корисници бирају неоткривање локације.
Техничке мере за обезбеђивање анонимности, као што су прокси сервери, могу да се искористе за заобилажење ограничења која намеће геолокациони софтвер. Неки веб-сајтови откривају коришћење проксија и анонимајзера, и у могућности су да блокирају услугу, или обезбеде нелокализован садржај у одговору.

## Апликације
Технологија геолокације је релативно млада, развија се од 1999. године, а први патенти су одобрени 2004. Ипак, ова технологија већ има широку примену у разним гранама индустрије које обухватају интернет малопродају, банкарство, медије, образовање, путовања, забаву, здравље, игре, спровођење закона, спречавање интернет превара, управљање правима на дигиталну својину итд. Поред тога, америчка Савезна комисија за комуникације предложила је коришћење геолокационог софтвера у утврђивању локација 9-1-1 позива.

## Кривичне истраге
Банке, произвођачи софтвера и друга интернет предузећа сада морају да се придржавају закона „Упознај свог клијента” који су прописала регулаторна тела у Америци и Европи. Ови закони су састављени како би се спречило „прање” новца, трговина са терористичким организацијама и пословање са неодобреним државама. Откривањем праве локације посетилаца, банке се штите од учешћа у преносу средстава у противзаконите сврхе.

## Откривање превара
Интернет трговци и посредници у плаћању користе геолоцирање за откривање потенцијалних превара везаних за кредитне картице. Они упоређују локацију корисника са оном адресом коју је навео при прављењу налога или оном на коју се врши испорука.
Рецимо, показатељ о могућој превари може да буде наруџбина која је стигла из САД користећи рачун из Токија. Одређујући локацију клијента, банке могу спречити преваре као што су крађа идентитета, прање новца и други безбедносни упади.
Влада, полиција и тимови за корпоративну безбедност користе геолокацију као помоћ у истрази, праћењем интернет кретања онлајн нападача како би пронашли починиоце и спречили потенцијалне будуће нападе са исте локације.

## Гео маркетинг
На основу локације клијента откривене овим софтвером, компаније прилагођавају веб садржај који ће приказати оним који је подесан за то подручје. Рекламе и садржај веб стране могу да се прекроје са циљем обезбеђивања информације коју корисник тражи.

## Регионалне лиценце
Онлајн медијима који служе за живи пренос спортских догађаја, те одређеним телевизијским и музичким веб-сајтовима који имају лиценцу за пренос различитих видео снимака дозвољено је да пружају услуге само гледаоцима из подручја која су покривена овим лиценцама. Геолоцирањем рачунара, могу са сигурношћу да испоштују правила која налажу уговори о лиценцама. Онлајн казина такође морају да знају где се налазе њихови корисници уколико не желе да ризикују повреду националних закона о интернет коцкању.

## Одређивање приказа садржаја
Користећи геолоцирање, веб-сајтови могу да приказују различит садржај заснован на препознавању локације корисника. Примера ради, посета сајту google.com може директно да преусмери корисника на локални Гугл сајт, као што је google.rs, или приказати хипервезу са поруком „Иди на Google.rs”. Маркетиншке апликације користе геолокациони софтвер како би кориснику приказивале различите рекламне понуде, изборе робе, цене, кретање валута и локалне вести у зависности од области у којој се налази. Школе и универзитети користе геолокациони софтвер како би приказали различите курсеве који се нуде у том округу. Ланци продавница и ресторана на овај начин могу приказивати локални мени и промоције које важе само за ту одређену географску област. Финансијске институције могу корисницима показати своје најближе објекте, као и најниже цене за куповину некретнина.
Веб-сајт Hulu је познат у геолоцирању. Овај сај користи ИП филтере који спречавају сваког изван САД да користи њихове услуге. Понекад су и неки САД корисници блокирани јер њихов ИП није додат у Hulu гео-ИП базу података.
Многи корисници су у могућности да се лако крећу кроз геоодређивање једноставно користећи прокси или ВПН сервисе као што су UnoTelly и Hotspot Shield.